# Йосифинська метрика

Фрагмент сторінки Йосифинської метрики,1787 р.

Йосифинська (Йозефінська, Йосифінська) метрика, також Йосифинський кадастр — перший земельний кадастр Королівства Галичини та Володимирії, перепис і економічна оцінка земельних угідь, укладена 1785–1788 рр. на підставі патенту австрійського імператора Йозефа (Йосифа) II від 12 квітня 1785 р. Від імені Йозефа II отримала назву — «Йосифинська». 
«Йосифинська метрика» складалася з метою упорядкування податкового законодавства Австрійської імперії, у тому числі Галичини, на яку поширилась влада Габсбургів в 1772 році, врегулювання земельних відносин та податкової системи. Своє практичне значення кадастр втратив у 1819 р., коли було проведено новий перепис, відомий як «Францисканська метрика».

## Історія
Протягом 1772—1774 рр. в Галичині проведено перші переписи населення — так звані військові конскрипції краю. На початку існування Галичини як провінції австрійської монархії створюються й інші статистичні документи — так звані податкові фасії.

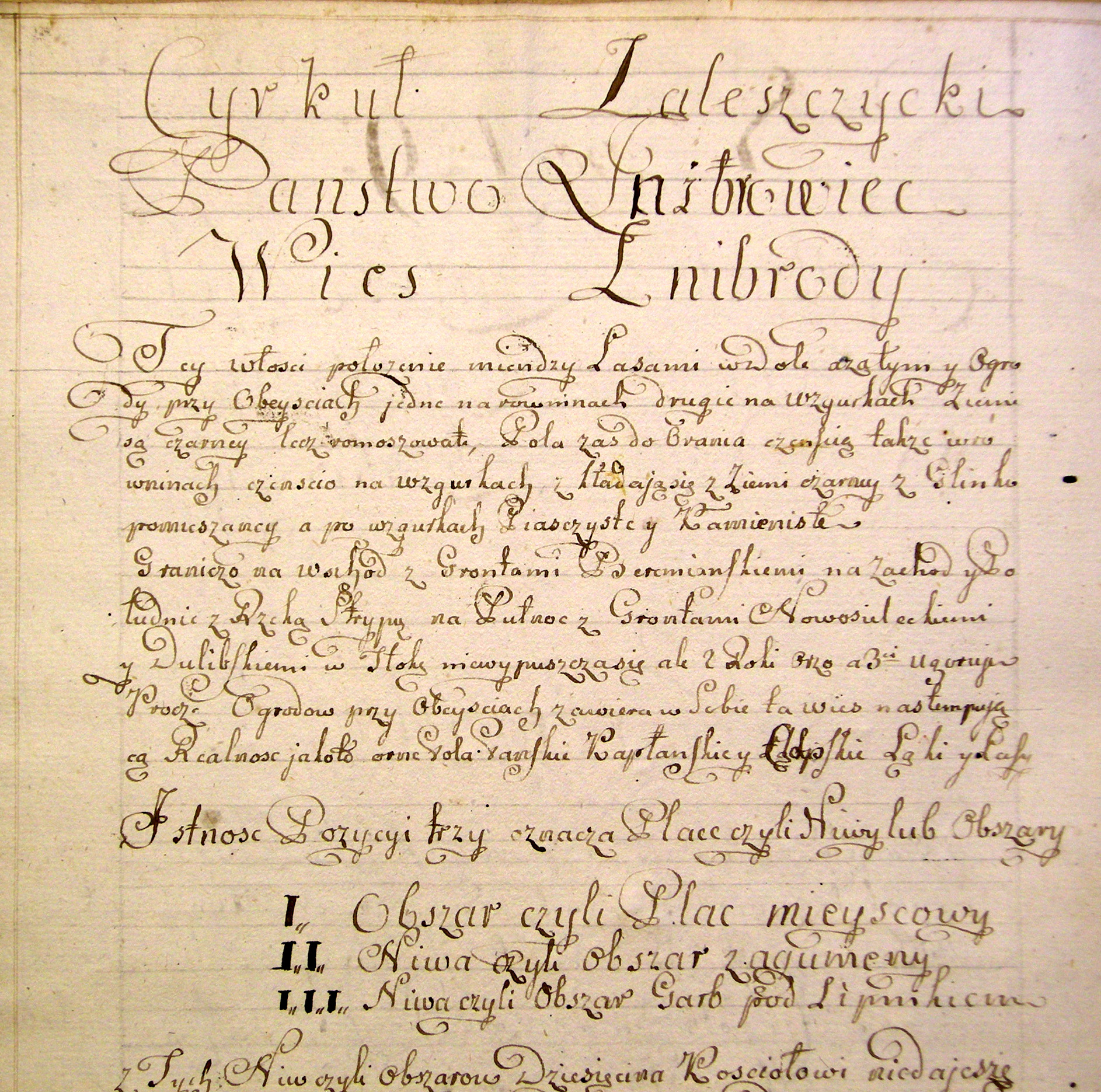
Фрагмент Йосифінської метрики с. Жнибороди Заліщицького циркулу

Перший загальний земельний перепис у Галичині було розпочато на підставі патенту Йосифа II від 23 лютого 1784 р. Початок створенню Йосифінського кадастру поклав патент від 12 квітня 1785 р. Перепис залишився незакінченим, оскільки в країні не було потрібної кількості землемірів.
Перепис й оцінка земель покладалась на місцеві комісії в складі громадського війта, присяжних та обраних громадою 6 представників — «мужів довір’я». В тих місцевостях, де не було війта і присяжних, вони повинні були бути обрані більшістю голосів громади. Сусідні громади об’єднувались в одну кадастральну громаду. Місцеву комісію мав очолювати двірський урядник, якого домінія мусила виділити для цього спеціально. Догляд за роботою цих комісій належав створюваним при кожному циркулі (окрузі) урбаріальним підкомісіям в складі циркулярного комісаpa, економа й інженера. Контроль над обміром земель належав Генеральній урбаріальній комісії (нім. Oberkommissionen) кожної провінції.
Перед тим, як приступити до перепису земель, місцеві комісії мали описати межі території своєї громади. Щоб полегшити проведення перепису, землю кожної громади поділили на головні поля або ниви. Не вимірювалися тільки скелі, недоступні гори, громадські і польові шляхи та дороги. Оскільки ряд провінцій користувався своїми мірами площі (стая, чверть, маца, плуг тощо), дозволялось подавати обмір площі земельних ділянок за цими мірами поряд з записом обміру площі, поданому в австрійських моргах (1 австрійський морг = 1600 кв. сажнів). Обміри і оцінка земель мали провадитись на місці в присутності членів комісії: війта, присяжних і трьох представників від громади, а також власника ділянки або його уповноваженого.
Прибутковість кожної категорії земельних угідь визначалась на підставі фасій або зізнань, які складали власники землі. Фасія з орних земель мала зважати на доходи від чотирьох головних культур: пшениці, жита, ячменю і вівса. Якщо засівалась інша культура, наприклад, гречка або просо, то в протоколі прибуток подавався в одній із згаданих культур. Фасія подавалась так: власник грунту вказував норму висіву на один морг в корцях та врожай в «самах». Перемножуючи норму висіву на «сами», комісії одержували розмір прибутку з даної ділянки.
Передбачалось закінчити перепис земель до кінця жовтня 1785 p., тобто через 7 місяців після його опублікування. Проте обміри проводились в основному протягом 1786—1787 pp., а закінчення виготовлених різниць сумарних таблиць тривало до осені 1788 p., який і вважається роком закінчення кадастральних робіт.

## Структура
У комплекс «Йосифінської метрики» входять типові документи, створені в один час і за єдиним принципом. Текст книг написаний польською та німецькою мовами. До основних документів кадастру по населеному пункту належать:
- ґрунтова метрика — книга поземельного прибутку із зброшурованих друкованих формулярів із такими параграфами: топографічний номер земельної ділянки, прізвище її власника з зазначенням номеру будинку, розмір поверхні земельної ділянки із зазначенням типу угідь та прибутків від них. В кінці книги містяться сумарні відомості про розмір усіх угідь громади та прибутків із них, скріплені підписами представників комісії (представники від домінії та громади).
- опис земельних границь громади — протокол розмежування земель даної громади від сусідніх громад.
- правила фасіювання — характеристика ниви із зазначенням висіву видів і кількості зерна на 1 морг та прибутків від неї. В кінці правил – підсумкові записи про кожну ниву й земельні угіддя громади в цілому, порівняння якості угідь й отриманих з них прибутків із схожими показниками сусідніх громад та ін., примітки урбаріальної комісії, завірені підписами її представників, даної громади та сусідніх громад.

Також кадастр може містити:
- витяги окремих даних з основних документів — переважно «Сумарії» — підсумкові записи про розмір домініальної і селянської власності та прибутків від неї;
- документи, які виникли внаслідок додаткових реформ — група документів з’явилася внаслідок додаткових податкових реформ у 1775–1790 рр., зокрема «Субрепартиції податків», «Домового кадастру», «Інвентарного опису урбаріальних повинностей» тощо.

Документи «Йосифинської метрики» зберігаються у фонді 19 Центрального державного історичного архіву України у м. Львові.